# کنوت نیلسون
کنوت نیلسون (سوئدی: Knut Nilsson; ۲۲ مارس ۱۸۸۷ – ۳ دسامبر ۱۹۵۹) بازیکن فوتبال و باندی اهل سوئد بود.
از باشگاه‌هایی که در آن بازی کرده‌است می‌توان به باشگاه فوتبال ای‌آی‌کی اشاره کرد.